# Nephrotoma chosensis
Nephrotoma chosensis är en tvåvingeart som beskrevs av Alexander 1935. Nephrotoma chosensis ingår i släktet Nephrotoma och familjen storharkrankar.
Artens utbredningsområde är Nordkorea. Inga underarter finns listade i Catalogue of Life.